# Mamelodi Sundowns FC
Mamelodi Sundowns Football Club – południowoafrykański klub piłkarski z siedzibą w Mamelodi, nieopodal Pretorii. Czternastokrotny mistrz RPA i najbardziej utytułowany klub południowoafrykański od powstania Premier Soccer League. Klub ten nosi pseudonim The Brazilians, ze względu na identyczny zestaw kolorystyczny strojów, co reprezentacja Brazylii.

## Sukcesy
- Premier Soccer League mistrzowie: 15

1997/98, 1998/99, 1999/00, 2005/06, 2006/07, 2013/14, 2015/16, 2017/18, 2018/19, 2019/20, 2020/21, 2021/22, 2022/23, 2023/24, 2024/25
- Mistrzowie National Soccer League :3

1988, 1990, 1993
- Puchar RPA:4

1986, 1998, 2008, 2014/15
- Puchar Ligi RPA:3

1990, 1999, 2015
- Afrykańska Liga Mistrzów: 1

2016

## Kadra trenerska
- Prezydent:  Patrice Motsepe
- Manager drużyny:  Yogesh Singh
- Trener:  Pitso Mosimane
- Trener bramkarzy:  Wendell Robinson
- Dyrektor techniczny:  Ted Dumitru